# Rachele Risaliti
Rachele Risaliti, född 1 februari 1995 i Prato (Prato), är en italiensk ballerina och fotomodell som 2015 korades till Miss Italien.
Den 28 augusti 2016 vann hon den regionala skönhetstävlingen Miss Toscana 2016. Hon är därtill professionell gymnaestrada-ballerina.